# Lycée français Jules-Verne (Afrique du Sud)
Le lycée français Jules-Verne est un établissement français conventionné par l’Agence pour l’enseignement français de l’étranger (AEFE). Il est divisé en deux campus : 
- le campus de Johannesbourg accueillant de la petite section à la terminale, situé dans le quartier de Morningside au coin de Cestrum avenue et de Bauhinia road ;
- le campus de Pretoria accueillant les élèves du primaire uniquement, de la petite section de maternelle aux classes élémentaires jusqu'au CM2.

Le lycée scolarise aujourd’hui plus de 1 000 élèves issus de plus de 60 nationalités, de la petite section à la terminale.

## Histoire
Le lycée s'est implanté à Morningside en 1991, mais son histoire remonte à bien plus longtemps. Dans les années 70, ouvre le "petit cours de français de Johannesbourg" qui accueille 17 élèves au 40 Oxford Road à Parktown. N’étant pas reconnu comme une école à part entière, les élèves désireux d'apprendre le français doivent enchaîner l'école sud-africaine puis les cours de français.

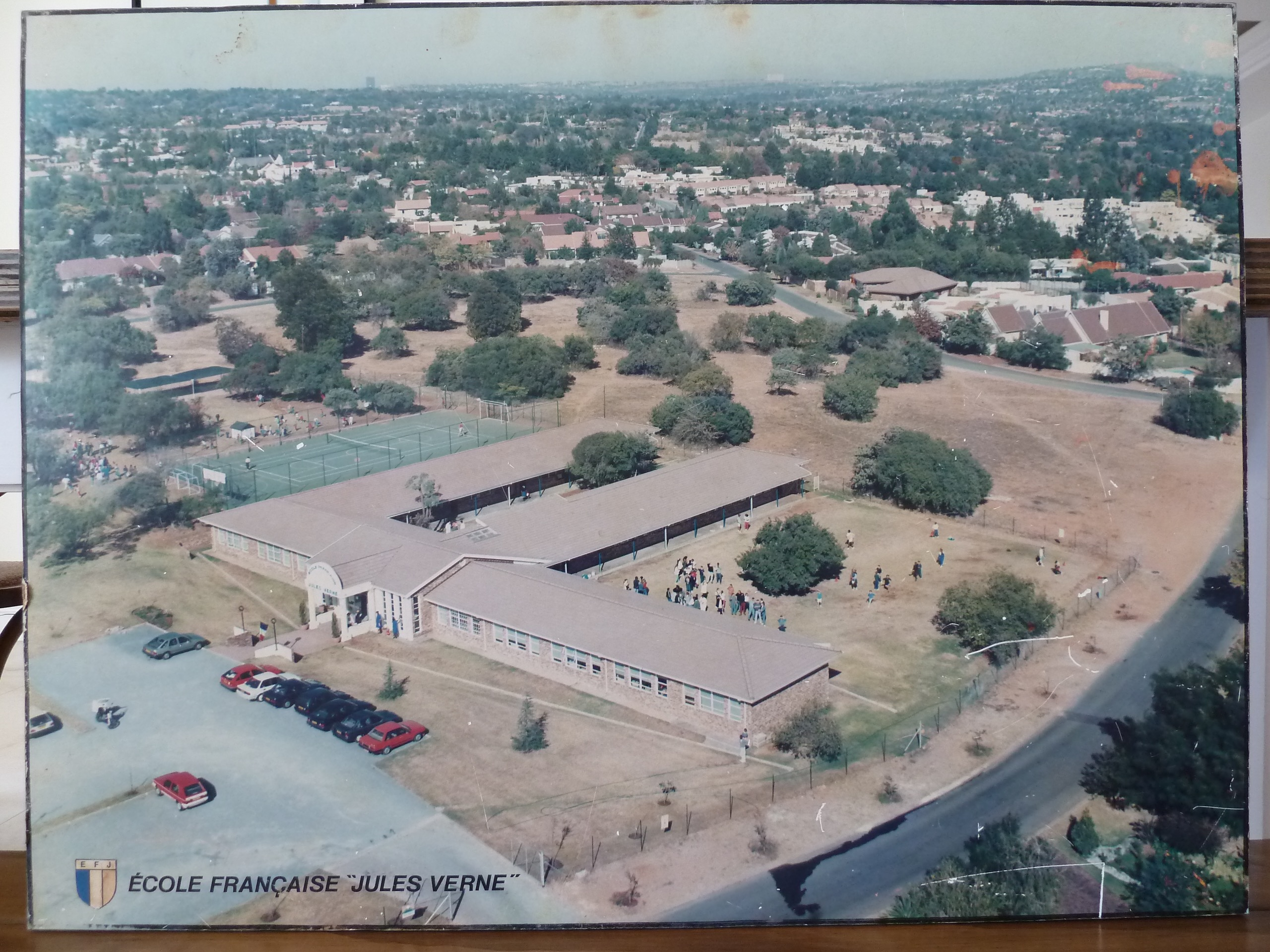
Le lycée Jules-Verne à Johannesbourg en 1992

En 1976, grâce au dynamisme de l'Association des Parents d'élèves, au corps diplomatique et au soutien financier d'entreprises françaises, l'école française est enfin reconnue en tant que telle et ouvre un cursus de 8 classes à temps plein. Les effectifs comptent 112 élèves de la maternelle à la troisième.
En 1991 l'école s’implante à Morningside. Les premiers bâtiments ouvrent en 1992. Ouverture des classes de seconde, première et terminale
En 2001, à la suite de la demande des parents d'élèves, une annexe est ouverte à Pretoria dans l'enceinte de l'école allemande.
En 2006, un espace de restauration scolaire ouvre. Les effectifs approchent 700 élèves.
En 2008-2012, les investissements sont concentrés vers les équipements pédagogiques, les installations sportives et de nombreux événements sportifs : cross, olympiades, tournois de foot et de rugby...
En 2013, le campus de Pretoria s'installe dans le quartier d'Arcadia.
En 2012-2016, dû à l'augmentation des effectifs, ouverture de 15 salles de classe supplémentaires de la maternelle au secondaire.
Aujourd'hui, le lycée Jules Verne accueille 1 000 élèves de la petite section à la terminale.

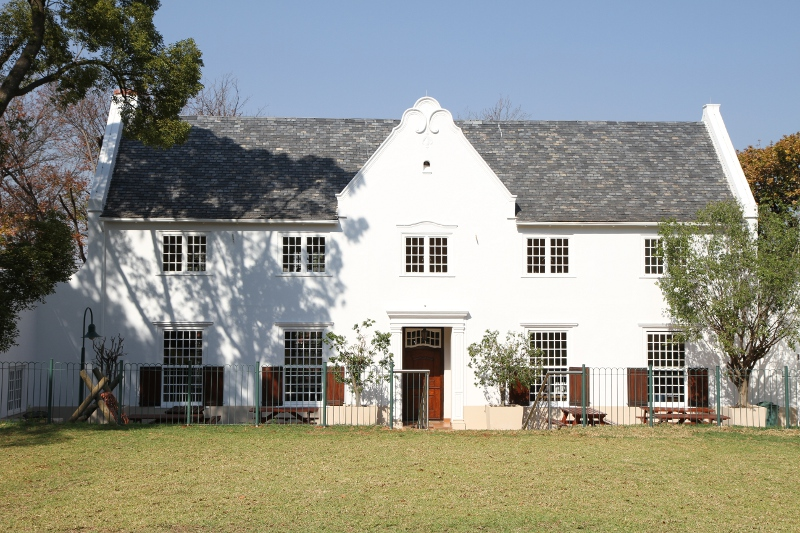
Le campus de Prétoria

## Le campus de Pretoria
Situé au cœur du quartier des ambassades à Arcadia, le campus de Pretoria du lycée français Jules Verne scolarise les élèves de la petite section au CM2. Il accueille aujourd’hui plus de 130 élèves. 
Initialement ouverte en 2001, cette annexe du lycée français Jules Verne a été relocalisée en mai 2013 dans le quartier d’Arcadia afin d’offrir de meilleures conditions de travail aux élèves.

## Le campus de Johannesbourg

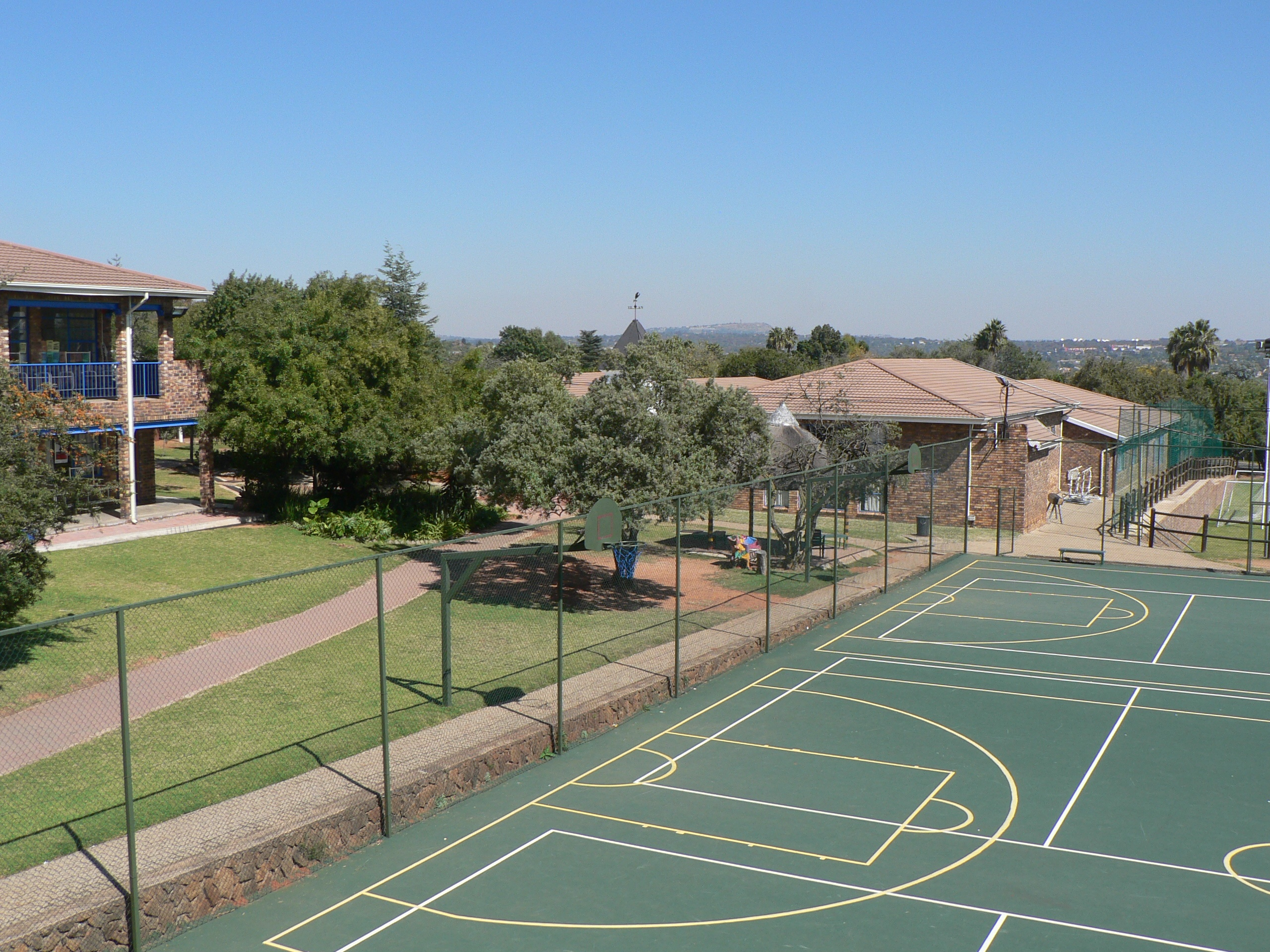
Campus de Johannesbourg

Le campus de Johannesbourg est situé dans une zone protégée de Morningside, à Sandton, quartier de Johannesbourg, le campus de Johannesbourg peut accueillir les élèves tout au long de leur scolarité, de la petite section à la terminale .

## Projet, événement, infrastructure
Le lycée Jules Verne possède de nombreux terrains sportifs notamment un grand terrain de foot et rugby où s'organisent les principales rencontres et événements.
Il est divisé en trois grandes parties : la maternelle, le primaire et le collège/lycée. 
L'école organise de nombreux événements dont le cross en octobre. Les fonds gagnés reviennent à l'association Children of the Dawn.
Elle participe aussi à des tournois de rugby qui opposent différentes écoles de la ville.
Elle participe aussi au projet AEFE Ambassadeur en herbe qui est un concours oratoire ayant lieu dans la plupart des établissements AEFE,.
Son projet pour les prochaines années est de mettre l'accent sur les langues.